# SN 2005mq
SN 2005mq – supernowa typu Ia odkryta 27 listopada 2005 roku w galaktyce A232021-0020. W momencie odkrycia miała maksymalną jasność 22,40m.